# Bad Rats
Bad Rats: The Rats' Revenge — відеогра-головоломка 2009 року, розроблена компанією Invent4 Entertainment. У серії рівнів гравець розміщує набір щурів і статичних об’єктів, щоб направити м’яч до пастки, яка вбиває кота. Bad Rats була випущена як дебютна гра Invent4 Entertainment 20 липня 2009 року через Steam, після чого у 2010 році послідували релізи в інших службах. Хоча вона не отримала жодних рецензій на момент випуску, ретроспективні статті критикували графіку, головоломки та фізику гри. «Bad Rats» вважається дивовижним, тому що його випустили в Steam, поки каталог платформи все ще був підготовлений вручну. Він став популярним подарунком у Steam, і до 2018 року його власниками стали понад 400 000 користувачів. Продовження, «Шоу поганих щурів », було випущено на сьому річницю «Поганих щурів» у 2016 році.

## Ігровий процес
Bad Rats — це відеогра-головоломка на основі фізики, схожа на The Incredible Machine і Armadillo Run. На кожному рівні гравцеві доручається розташувати (рухаючи та обертаючи) набір щурів і статичних об’єктів таким чином, щоб м’яч направлявся до пастки. Дотик м'яча спричиняє активацію пастки, яка вбиває кота, що стоїть поруч. Гра пропонує підручник і два режими: У режимі «Легкий» інвентар обмежений, і можна відобразити рішення кожного рівня. Режим «Експерт» надає весь інвентар, включаючи всі десять видів щурів, і жодних рішень. Підказки для кожного рівня доступні в обох режимах. 

## Розробка та випуск
Bad Rats розроблено Invent4 Entertainment, студією інді-ігор у Порту-Алегрі. Це була перша гра компанії після того, як її заснував Аугусто Бюлов 4 квітня 2009 року Бюлов розробив концепцію гри та виступив її програмістом і дизайнером рівнів. Карлос Альберто Кункель Бюлов розробив 3D-моделі та їх анімацію, а зображення графіті надав Матеус «Мес» Сільва Брум. Додаткове мистецтво створив Густаво Бюлов, а музику та звуковий дизайн – Марсіо Штайн.
Демоверсія Bad Rats була випущена на веб-сайті Invent4 Entertainment 20 травня 2009 року. Цю демоверсію було завантажено понад 20 000 разів до серпня того ж року, а оновлену версію було опубліковано в листопаді. Bad Rats був випущений через Steam 20 липня 2009 року. Він був доступний через веб-сайт Invent4 Entertainment у січні 2010 року, а також через GamersGate та Direct2Drive у лютому 2010 року. У квітні того ж року компанія оголосила про партнерство, яке призведе до випуску Bad Rats (і майбутніх ігор) Strategy First у Північній Америці, Akella в Росії та Micromedia в Нідерландах. 

## Рецепція
Bad Rats не отримали відгуків, проіндексованих веб-сайтом- агрегатором оглядів Metacritic.  У ретроспективі 2015 року Натан Грейсон з Kotaku заявив, що гра залишається найгіршою грою, доступною в Steam. Зокрема, він розкритикував «неякісні» головоломки гри та «непослідовну» фізику.  Пізніше того ж року цю думку підтримали Макс Сковілл і Браян Альтано з IGN.  У 2018 році Адам Херон з Hardcore Gaming 101 назвав Bad Rats «можливо... найгіршою грою-головоломкою на основі фізики всіх часів». Він критикував «огидне, шорстке міське мистецтво» та його низькоякісні текстури та описав неправильну фізику як «фатальний недолік» гри, особливо через випадковість, застосовану до сценаріїв, які, на думку Герона, повинні бути статичними. Крім того, він допустив інтерфейс користувача гри, який він вважав недружнім і неінтуїтивно зрозумілим.  Річард Коббетт і Вес Фенлон із PC Gamer включили обкладинку Bad Rats у свій список «найгірших зображень боксу для комп’ютерних ігор за всю історію», назвавши її «потворністю». 

## Спадщина
За словами Ґрейсона, Bad Rats був дивною практикою Steam, коли він був випущений, оскільки каталог платформи все ще вручну курував її власник, Valve, до запуску програми Steam Greenlight у 2012 році   Аугусто Бюлов заявив, що Bad Rats стала популярною лише через кілька років після випуску, після того, як негативні відгуки популярних користувачів YouTube привернули увагу до гри.  Bad Rats став інтернет-мемом і часто використовувався користувачами Steam як кляп.    Багато користувачів написали саркастичні позитивні відгуки, що призвело до середньої позитивної оцінки гри.   В інтерв’ю 2016 року Бюлов сказав, що він задоволений цією ситуацією, сказавши, що, оскільки Bad Rats «планували бути смішними», «якщо люди сміються під час гри, це добре. Гра досягла своїх цілей».  У липні 2018 року, виходячи з інформації про кількість гравців Steam, у Bad Rats було оцінено 476 787 унікальних гравців на платформі. 
За словами Бюлова, продовження «Поганих щурів» було заплановано з самого початку, спочатку з наміром включити собак поряд з котами.  Починаючи з грудня 2014 року, друга гра Bad Rats була анонсована у відеороликах і оголошена як Bad Rats Show у трейлері під час E3 2016.   Він був випущений 20 липня 2016 року, у сьому річницю Bad Rats.  У вересні 2017 року Bülow продемонстрував мобільну версію Bad Rats, що знаходиться в розробці, під назвою Pocket Edition.